# Спасательный круг

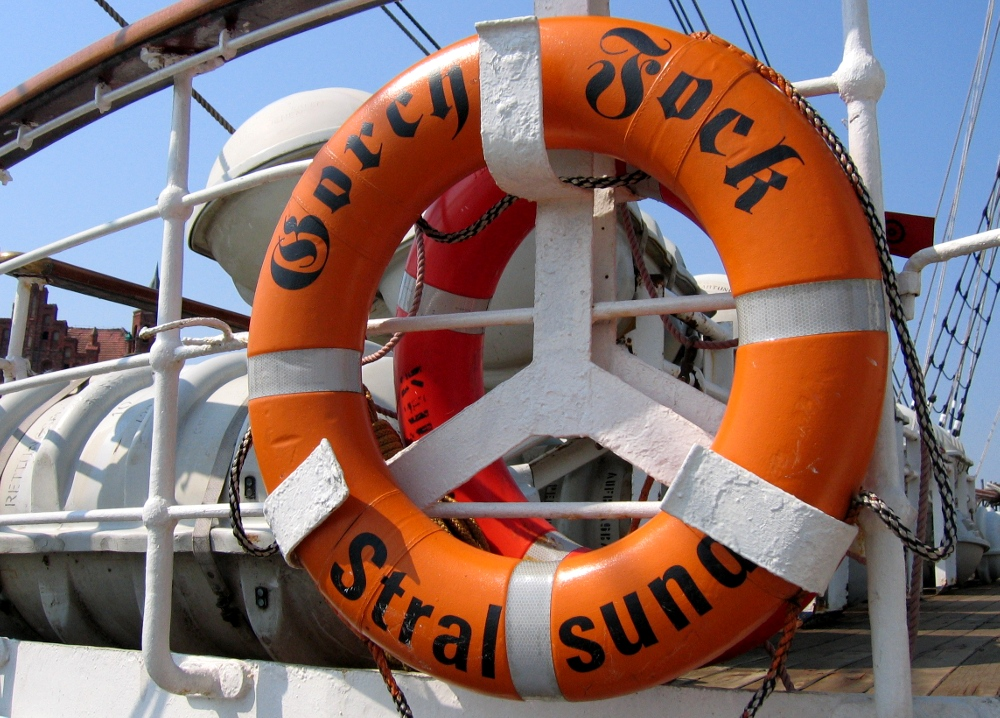
Спасательный круг на судне

Спаса́тельный кру́г — средство для оказания помощи утопающим. Является поплавком из твёрдого плавучего материала в форме тора («бублика») или подковы, окрашенным в яркий, заметный цвет ярко-оранжевый или красный, возможно, с несколькими белыми полосами. На круге закреплён леер.

## Характеристики

Стандартный спасательный круг имеет внешний диаметр (D) 680—760 мм, внутренний (a) — 440 мм, ширину кольца — 100—160 мм, толщину круга — 80—100 мм. Масса спасательного круга может быть от 4,5 до 7,0кг, а плавучесть должна составлять примерно 14 кг.
Круг может быть как изготовлен целиком из пробки, так и быть сделан из пенопласта или пенополиуретана с оболочкой из ПВХ.
Согласно правилам Речного регистра (ч. 3 «Комплектация судов спасательными средствами»), обязательна комплектация кругами спасательными — 2 штуки на судах менее 30 м и 4 штуки на судах более 30 м.
В России характеристики спасательных кругов регламентирует ГОСТ 19815-74.

## Испытания
Спасательные круги испытывают на прочность бросанием их на ребро о землю с высоты 3 м или в воду плашмя с высоты 10 м. При этом круг не должен получать механических повреждений.
Плавучесть круга проверяют, подвешивая к нему в пресной воде груз в 14,5 кг (для малого круга с диаметром 680 мм — 8 кг) на 24 часа, а затем еще 1 кг на 15 минут.

## Использование
Человек надевает круг на себя так, чтобы он находился у него подмышками. В таком состоянии можно продержаться на плаву длительное время.
Кругом могут воспользоваться и двое, в таком случае они должны держаться за леер, укреплённый с внешней его стороны.